# Crasiella pacifica
Crasiella pacifica is een buikharige uit de familie Planodasyidae. Het dier komt uit het geslacht Crasiella. Crasiella pacifica werd in 1974 voor het eerst wetenschappelijk beschreven door Schmidt. 